# Ергюс Каче
Ергюс Каче (алб. Ergys Kaçe, нар. 8 липня 1993, Корча) — албанський футболіст, півзахисник клубу «Паневежис» та національної збірної Албанії.

## Клубна кар'єра
Народився 8 липня 1993 року в албанському місті Корча. Коли Ергюсу було три роки родина переїхала до Греції, де він і розпочав навчання футболу у школі «Ахіллеаса» (Тріандріас). Вихованець футбольної школи клубу ПАОК, в якій перебував з 2005 по 2010 рік. 
Дорослу футбольну кар'єру розпочав 2010 року в основній команді того ж клубу, проте до кінця сезон зіграв лише в одному матчі чемпіонату, через це сезон 2011/12 провів на правах оренди за «Анагеннісі» (Епаномі), що виступало у другому за рівнем дивізіоні Греції. За сезон зіграв в 19 матчах чемпіонату та забив один гол
Влітку 2012 року повернувся до ПАОКа, де відразу став основним гравцем, відігравши в першому сезоні за клуб з Салонік 27 матчів в національному чемпіонаті, чим допоміг зайняти друге місце в чемпіонаті і потрапити до Ліги чемпіонів.
В серпні 2016 року був відданий в оренду на рік чеській «Вікторії» з Пльзеня, проте вже в листопаді повернувся назад. Після повернення Каче допоміг ПАОКу виграти Кубок Греції у першому ж сезоні.

## Виступи за збірні
Протягом 2011-2012 років залучався до складу молодіжної збірної Албанії. На молодіжному рівні зіграв у 4 офіційних матчах.
7 червня 2013 року у віці 20 років дебютував в офіційних іграх у складі національної збірної Албанії в матчі відбору на ЧС-2014 проти збірної Норвегії, який завершився внічию 1:1. 
У 2016 році у складі збірної був учасником Євро-2016 у Франції.
Наразі провів у формі головної команди країни 19 матчів.

## Досягнення
- Володар Кубка Греції: 2016-17